# راسوی مالایی
راسوی مالایی (نام علمی: Mustela nudipes) نام یک گونه از سرده راسو است.